# Marko Čović
Marko Čović (Subotica, 17. prosinca 1915. – Sao Paolo, Brazil, 12. travnja 1983.) je bački hrvatski književnik. Pisao je romane, novele, memoarsku prozu i pripovijetke i uređivao časopise. Po struci je bio profesor filozofije.

## Životopis
Rođen je u velikoj obitelji bunjevačkih Hrvata kao šesnaesto dijete. Njegov brat Gavro Čović je bio jedan od hrvatskih omladinaca koji su izvjesili hrvatsku zastavu na toranj Gradske kuće u Subotici 10. studenoga 1918.
U Zagrebu je studirao slavistiku na Filozofskom fakultetu. Poslije studija je ostao u Zagrebu.
Rano je stupio u društveni život. Proslavio se romanom "Doktor filozofije" 1937.
Kada se poslije Anschlussa Austrije u proljeće i Münchenskog sporazuma u jesen 1938. Europa stvorena mirovnim ugovorima sklopljenim u Versaillesu 1919. - 1920. dospjela u krizu, mlada inteligencija bačkih Hrvata, zabrinuta za položaj i budućnost svog roda, počela se društveno organizirati. Tako je već početkom studenoga 1938. osnovana podružnica Hrvatske kulturne zajednice, čije sjedište se nalazilo u Subotici. Novoosnovano društvo je u početku imalo oko 20 članova. Prvu upravu su činili: predsjednik Josip Andrić, potpredsjednik Ante Šokčić, tajnici Marko Čović i Marin Radičev. Za članove upravnog odbora su izabrani Aleksa Kokić, Bariša Radičev, Albe Šokčić i Josip Radičev. Društvo je skromno obilježilo dvadesetu godišnjicu održanja skupštine u Subotici (10. studenoga 1918.), na kojoj su bunjevački Hrvati istaknuli svoje pravo na samoodređenje.
Nakon toga, Društvo je zadužilo svoje članove Aleksu Kokića i Marka Čovića da napiše djelo, iz kojeg bi se hrvatska javnost upoznala s položajem bačkih Hrvata. Tako je nastala brošura "Bunjevci i Šokci", koja je izdata već početkom veljačke 1939. u izdanju Hrvatskog književnog društva sv. Jeronima u nakladi od 20.000 primjeraka.
Zagrebačka podružnica Hrvatske kulturne zajednice je prerasla 1940. u Društvo bačkih Hrvata.

## Uloga u NDH
Stvaranje Nezavisne Države Hrvatske je pružilo Čoviću šire mogućnosti za hijerarhijsko napredovanje. Bio je član visokog izaslanstva zagrebačkog Društva bačkih Hrvata 1941. koje je primljeno u audijenciju kod poglavnika Ante Pavelića 23. travnja 1941. Ostali članovi spomenutoga izaslanstva su bili Josip Đido Vuković, Mihovil Katanec, Josip Andrić, Ivo Knežević (odvjetnik iz Odžaka), Gavro Čović, Marin Radičev i Antun Bešlić.
Zaposlio u Ministarstvu bogoštovlja i nastave kao tajnik književniku Mili Budaku. Od 1941. do 1943. je bio urednikom časopisa Matice hrvatske Hrvatske revije. Bio je i ravnateljem dnevnih listova Nova Hrvatska i Hrvatski narod od 1944.

## Bleiburg u i emigracija
Bleiburška tragedija iz svibnja 1945. nije mimoišla ni Čovića. Ipak, nije završio u skupinama stanovnika koji su bili vraćeni nazad, nego je još dvije godine boravio po izbjegličkim logorima u Austriji i Italiji. Odatle se uspio izvući, odakle je otišao u Rim gdje je boravio do 1947. U tom talijanskom razdoblju je napisao roman Mala Ljubica. Zbog rastućih pritisaka na Italiju od strane Jugoslavije po pitanju hrvatskih izbjeglica, odlazi u Južnu Ameriku. Prvo mu je odredište bila Argentina, kao i velikom broju hrvatskih izbjeglica, a potom je otišao u Paragvaj. Argentinsko-paragvajsko razdoblje mu je trajalo od 1947. do 1952. Nakon Paragvaja odlazi u Brazil. Jedno vrijeme je napustio Brazil zbog gospodarskih razloga, jer je bila velika kriza u Brazilu te je otišao u Sjevernu Ameriku, u Kanadu. Iz iste se vratio u Brazil koji je ostao njegovim konačnim i doživotnim boravištem, u kojem je umro 1983. godine. Čovićev roman «Priča o lopti» uistinu je autobiografsko djelo, u kojem je pod drugim imenima opisao sudbine stvarnih osoba. Djelo je o «bogatom životu ispunjenom borbom za ugroženi zavičaj, za Hrvatsku» i sama ta priča o nogometnoj lopti je «priča o životopisnoj lopti». Ista ta lopta prati glavni lik-autora, koji je bio vratarom subotičkog nogometnog kluba Bačke.

## Djelo
Pisao je za časopis Matice hrvatske Klasje naših ravni od njegova prvog broja (1935.), a također surađuje i s Hrvatskom revijom.

## Djela
Zasebne knjige:
- Doktor filozofije, roman, 1937.
- Narodna borba Bunjevaca i Šokaca, 1939. (s Aleksom Kokićem)
- Lirika hrvatskih sveučilištaraca (antologija), Zagreb 1939.
- Žito zove, zbirka novela, 1941.
- Priča o djevojci Višnji (novela), Zagreb 1943.
- Mala Ljubica, roman, 1946.
- Nejugoslavenska Jugoslavija i Hrvati, 1975. (objavila Hrvatska revija)
- Bački Bunjevci i Šokci na hrvatskoj varijanti, Hrvatska revija, 26/1976.
- Priča o lopti, roman-memoarska proza, reizdanje 2002. (svojevrsna autobiografija)

Šimun Šito Ćorić uvrstio ga je u svoju antologiju 60 hrvatskih emigrantskih pisaca.